# Interviniente
En el contexto de la normativa española en materia de prevención del blanqueo de capitales y de la financiación terrorista (PBC&PFT), el término interviniente es utilizado para designar tanto al titular formal de las relaciones jurídicas a las que da lugar el desarrollo de la actividad profesional o empresarial del sujeto obligado, como a los representantes o apoderados de aquel frente a este. El conjunto formado por intervinientes y titulares reales delimitan el perímetro de aplicación de las medidas de diligencia debida que, de acuerdo con la citada normativa, deben ser contempladas en los procesos de admisión de relaciones de negocio y de ejecución de operaciones de los sujetos obligados.
El que toma parte en un asunto.(diccionario Vox de la lengua española)
- Datos: Q5919218